# Internet Hall of Fame

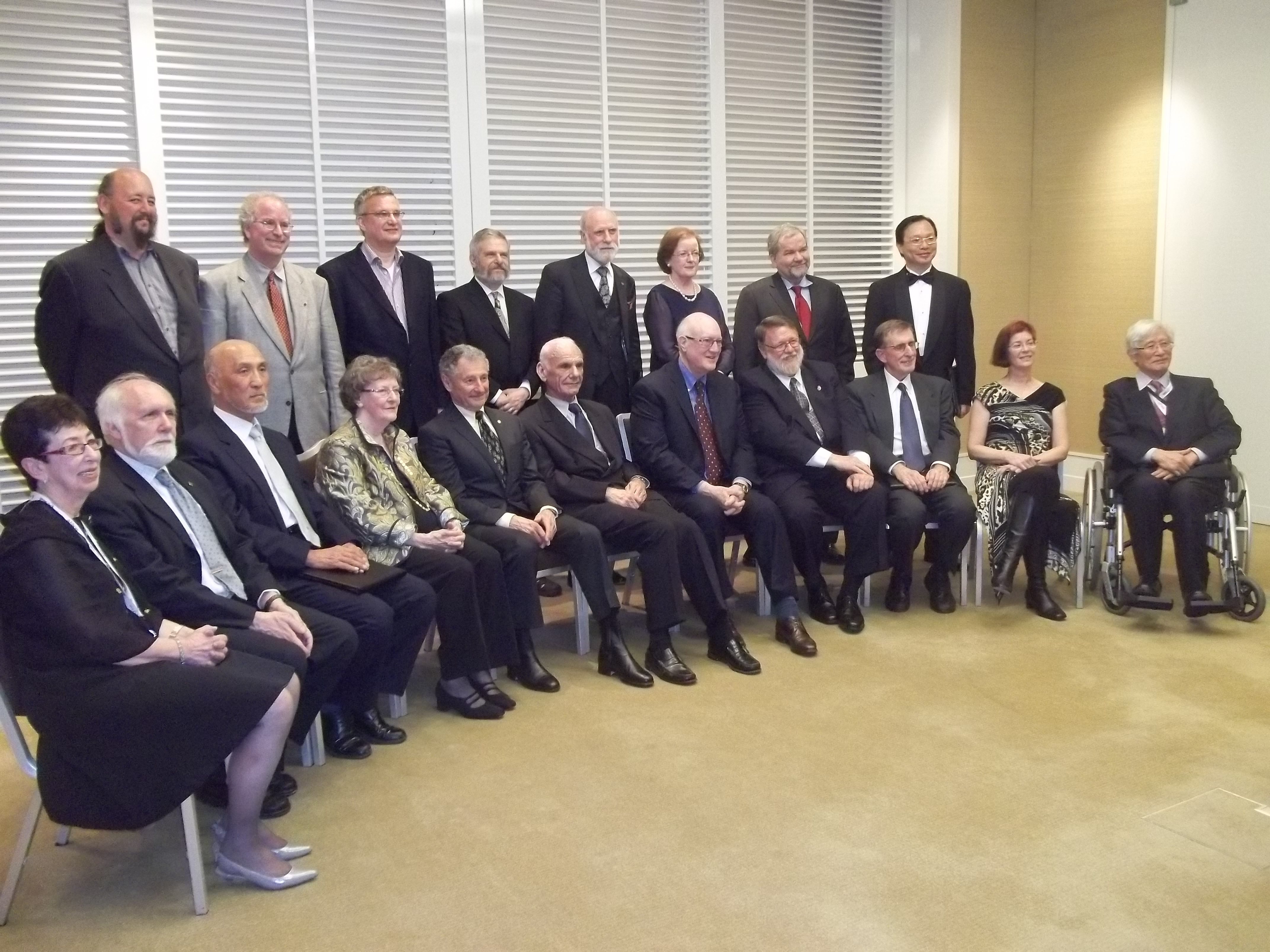
Winnaars 2012

De Internet Hall of Fame (opgericht in 2012) is een oeuvreprijs toegekend door de Internet Society (ISOC) voor de erkenning van individuen die aanzienlijk hebben bijgedragen aan de ontwikkeling en vooruitgang van het internet. Tot de gelauwerden behoren onder meer Vint Cerf, Tim Berners-Lee en Linus Torvalds.

## Overzicht
De Internet Hall of Fame werd opgericht in 2012, op de 20ste verjaardag van de ISOC. Het verklaarde doel is om "publiekelijk erkenning te geven aan een gedistingeerde en selecte groep van visionairs, leiders en genieën die een belangrijke bijdrage hebben geleverd aan de ontwikkeling en vooruitgang van het wereldwijde internet".
Het staat open voor iedere wereldburger om iemand anders te nomineren. De Internet Society beoordeeld vervolgens of elke nominatie voldoet aan de gestelde eisen en beoordelingscriteria. De uiteindelijke selectie van winnaars wordt gedaan door de Internet Hall of Fame adviesraad en een selecte groep van eerdere winnaars.
De eerste 33 winnaars, waaronder de Belg Robert Cailliau, werden in 2012 opgenomen in de Internet Hall of Fame, hetgeen bekend werd gemaakt op 23 april 2012, bij de Global INET conferentie van de ISOC in Genève, Zwitserland.

In 2013 werden hier 32 winnaars aan toegevoegd, waaronder twee Nederlanders: Kees Neggers (voormalig directeur van SURFnet) en Teus Hagen (oud-voorzitter van NLnet). Dit werd op 26 juni 2013 bekendgemaakt. De uitreikingsceremonie op 3 augustus 2013 zou in eerste instantie in Istanboel, worden gehouden, maar werd vanwege aanhoudende protesten tegen de overheid in Turkije verplaatst naar Berlijn, Duitsland.

In 2014 werden 24 winnaars toegevoegd, waaronder één Nederlander, Prof. dr. ir. Erik Huizer, CTO van SURFnet en parttime hoogleraar internettoepassingen aan de Universiteit Utrecht.

In 2017 werden 14 winnaars toegevoegd, waaronder één Nederlander, Jaap Akkerhuis, Research Engineer bij NLnet Labs.

## Winnaars
Prijzen worden toegekend in drie categorieën:
- Pioniers: individuen die in de begintijd van het internet hebben bijgedragen aan het ontwerp en de ontwikkeling ervan.
- Innovators: individuen die uitzonderlijke technologische, commerciële, regelgevende of beleidsmatige voortgang hebben gerealiseerd en die hebben geholpen de reikwijdte van het internet te vergroten.
- Wereldwijde verbinders (en: "Global Connectors"): individuen die een grote bijdrage hebben geleverd aan de groei, de verbindingen en het gebruik van het internet, dan wel op wereldwijde schaal, dan wel binnen een specifieke regio of gemeenschap.

Het †-teken achter een naam geeft aan dat de prijs postuum is toegekend.

### Pioniers
2012
- Paul Baran†
- Vint Cerf
- Danny Cohen
- Steve Crocker
- Donald Davies†
- Elizabeth J. Feinler
- Charles Herzfeld
- Robert Kahn
- Peter T. Kirstein
- Leonard Kleinrock
- John Klensin
- Jon Postel†
- Louis Pouzin
- Lawrence Roberts

2013
- David Clark
- David Farber
- Howard Frank
- Kanchana Kanchanasut
- J.C.R. Licklider†
- Bob Metcalfe
- Jun Murai
- Kees Neggers
- Nii Quaynor
- Glenn Ricart
- Robert Taylor
- Stephen Wolff
- Werner Zorn

2014
- Douglas Engelbart†
- Susan Estrada
- Frank Heart
- Dennis Jennings
- Rolf Nordhagen†
- Radia Perlman

### Innovators
2012
- Mitchell Baker
- Tim Berners-Lee
- Robert Cailliau
- Van Jacobson
- Lawrence Landweber
- Paul Mockapetris
- Craig Newmark
- Raymond Tomlinson
- Linus Torvalds
- Philip Zimmermann

2013
- Marc Andreessen
- John Perry Barlow
- François Flückiger
- Stephen Kent
- Anne-Marie Eklund Löwinder
- Henning Schulzrinne
- Richard M. Stallman
- Aaron Swartz†
- Jimmy Wales

2014
- Eric Allman
- Eric Bina
- Karlheinz Brandenburg
- John Cioffi
- Hualin Qian
- Paul Vixie

2017
- Jaap Akkerhuis
- Yvonne Marie Andrés
- Alan Emtage
- Ed Krol
- Tracy LaQuey Parker
- Craig Partridge

### Wereldwijde verbinders
2012
- Randy Bush
- Kilnam Chon
- Al Gore
- Nancy Hafkin
- Geoff Huston
- Brewster Kahle
- Daniel Karrenberg
- Toru Takahashi
- Tan Tin Wee

2013
- Karen Banks
- Gihan Dias
- Anriette Esterhuysen
- Steve Goldstein
- Teus Hagen
- Ida Holz
- Qiheng Hu
- Haruhisa Ishida†
- Barry Leiner†
- George Sadowsky

2014
- Dai Davies
- Demi Getschko
- Masaki Hirabaru†
- Erik Huizer
- Steven Huter
- Abhaya Induruwa
- Dorcas Muthoni
- Mahabir Pun
- Srinivasan Ramani
- Michael Roberts
- Ben Segal
- Douglas Van Houweling

2017
- Nabil Bukhalid
- Ira Fuchs
- Shigeki Goto
- Mike Jensen
- Ermanno Pietrosemoli
- Tadao Takahashi
- Florencio Utreras
- Jianping Wu